# Cristina Guzmán (película de 1943)
Cristina Guzmán es una película española, basada en la novela de Carmen de Icaza "Cristina Guzmán, profesora de idiomas" (1936), estrenada el 24 de mayo de 1943.

## Argumento
Cristina Guzmán (Marta Santaolalla), es una joven viuda con un hijo pequeño a su cargo, que se dedica a dar clases de idiomas para mantenerse. Un día recibe la visita de un aristócrata con una sorprendente propuesta que cambiará su vida: deberá hacerse pasar por, Fifi, la esposa de un millonario americano para intentar que este supere el trauma emocional que supuso el abandono de su auténtica esposa.

## Reparto
- Marta Santaolalla es Cristina Guzmán.
- Ismael Merlo es Marqués de Atalanta.
- Luis García Ortega es Prince Valmore.
- Carlos Muñoz es Joe.
- Lily Vincenti es Gladys.
- Luis Martínez Tovar es Bubi.
- Jorge Greiner es Bert.
- Francisco Marimón es Rouvier.
- Fernando Fernán Gómez es Bob.
- Mary Vera es Georgette.
- Pedro Oltra es Alfaro.
- Horacio Socías es Fletcher.
- Mary Mirell es Ida.
- Montserrat Santaolalla es Pelirroja.
- Fernando Porredón es Gorito.
- Carmen Morando es Balbina.
- Francisco Zabala es Amigo del Marqués de Atalanta.
- Enriqueta Pezzi
- Juanita Mansó
- Eva Arión
- Carlota Bilbao
- Conchita López
- Pablo Hidalgo
- Cristina Yomar
- Pedro Calderón